# 전자공학
전자공학(電子工學, electronics)은 전자의 운동과 그 응용 기술을 연구하는 학문이다. 구동력으로서 전력을 이용하는 구성장치, 시스템 또는 여러 장비(진공관, 트랜지스터, 집적회로, 프린트 배선 기판)들을 개발하기 위하여 전자들의 운동에 대한 영향과 행동에 대한 과학적 지식을 연구하는 공학의 한 분야로 힘, 기계공학, 원격통신학, 반도체 회로디자인, 그리고 다른 많은 부분체들을 포함하는 개념이다. 컴퓨터 공학의 하드웨어 디자인을 비롯해서 전자회로의 디자인과 구성은 전자공학의 한 분야로 특정 문제를 해결한다. 새로운 반도체의 소자에 관한 연구는 때때로 물리학의 한 분야로 분류된다. 전자공학이 적용되는 대표적인 산업으로는 통신, 컴퓨터, 반도체 산업 등이 있다. 전기통신 분야에서 진공관이 비약적인 발전을 이루어 텔레비전, 라디오, 컴퓨터, 레이다 등이 20세기 후반의 문명의 중심이 되면서 미국에서 태어난 개념이다. 기초적인 분야부터 응용면에 이르기까지 광범위한 내용을 지니고 있다..
전기 전자 기술자 협회(IEEE, The Institute of Electrical and Electronics Engineers)는 전자공학 엔지니어에게 가장 영향력있는 기관중 하나이다.

## 전문 용어
전기공학이라는 용어는 전자공학을 포함하는 용어로 몇몇 연장(年長)의 (주로 미국과 호주에서) 대학교들과 졸업생들 사이에서 불린다. 몇몇 사람들은 전기공학이라는 용어를 그들이 전문적으로 가진 전력, 고전류, 고전압 공학분야에만 한정되어야 한다고 생각한다. 반면에 다른 사람들은 그 '전력'이 전기배선공학과 전기공학의 작은 일부분일뿐이라고 생각한다.(실제로 전력공학이라는 용어가 사용되고 있다.) 다시 최근 몇년동안 별개로 떨어져있던 분야들, 예를 들면 정보공학, 커뮤니케이션 시스템 공학 등 이 학문적으로 유사한 분야로 대두되고 있다.
대부분의 유럽의 대학교들은 현재 전기공학이라는 용어를 전력공학으로써 전기전자공학과 별개의 것으로 간주하고 있다. 1980년대 시작된 컴퓨터 공학은 간혹 전자공학 또는 정보공학을 지칭하는 용어로 사용되었으나, 현재 컴퓨터 공학은 하드웨어 및 소프트웨어를 포괄하는 넓은 의미로 사용되고 있다.

## 전자공학의 역사
- 진공관 검파기(眞空管檢波器)

3극진공관 증폭기, 발전기, 그리고 검파기의 발명은 라디오에 의한 음성 커뮤니케이션을 실용화하였다.(전기 기계 교류발전기에 쓰인 레저널드 페슨텐의 1906년 전파) 가장 처음으로 알려진 라디오 뉴스 프로그램은 미시간주 디트로이트시에서 8MK사에 의해 1920년 8월 31일에 방송되었다.(WWJ,AM) 그리고 재미를 위한 정식 무선방송은 1992년 마르코니 연구소(영국, 체므스포드)에서 개시하였다.
초기 몇몇의 라디오들은 전류 또는 배터리를 통한 증폭 방식을 이용하였으나, 1920년대 중반 이후 대부분의 수신기는 크리스털 제품이 되었다. 1920년대 진공관을 이용한 증폭방식은 라디오 수신기와 송신기 모두에서 혁신적인 결과를 가져왔다.
- 텔레비전

1928년 필로 판즈워스는 순수하게 전자 텔레비전에 대한 첫 번째 공식적인 증명을 하였다. 1930년대 몇몇 국가들이 방송을 시작하는 동안에 2차 세계대전이 발발하였고 이로 인해 텔레비전 수상기의 수가 기하급수적으로 증가하여 텔레비전이 세계화가 되었다.
현재 텔레비전, 비디오 디스플레이들은 플라즈마나 LCD 디스플레이같은 더욱 집적된 장치들을 사용하기 위하여 부피가 큰 전자 튜브 기술을 사용하고 있으며, 최근의 트렌드는 매우 적은 전력소비량을 가진 OLED(Organic Light-emitting diode)디스플레이 같은 것이며, LCD와 플라즈마 기술을 대체할 것으로 보인다.
- 컴퓨터

1941년 Konrad Zuse가 세계 최초의 기능성 컴퓨터인 Z3를 선보였으며, 1943년 Colossus 컴퓨터인 에니악(ENIAC, Electronic Numeracial Integrator and Computer) 이후 1946년 John Presper Eckert 와 John Mauchly에 의해 컴퓨터 시대가 열렸다. 컴퓨터의 수학적 이행능력은 엔지니어들에게 완전히 새로운 기술을 개발하고 새로운 목표를 갖게 하였으며, 컴퓨터를 이용한 단적인 사례로는 달 착륙을 위한 미국의 아폴로 미션을 들 수 있다.

## 전자공학의 분류
- 전자기학

맥스웰 방정식을 포함한 전계와 자계에서 해석.
- 회로이론(수동소자)

R, L, C 등의 수동소자와 소스(source)로 구성된 회로망(network analysis)의 해석.
- 반도체공학
- 시스템프로그래밍
- 전자회로(능동소자)

D, BJT, FET 등으로 구성된 능동소자로 구성된 해석.
- 디지털 회로 (논리회로, 마이크로프로세서, FPGA)

불 대수를 기반으로하는 논리를 구현하기 위한 논리회로의 구성 방법, 설계, 해석.
- 제어공학

기계, 항공, 기타 제어 대상에 대해 제어 방법 및 해석
- 초고주파공학 (RF, 마이크로웨이브)
- 통신공학
- 디스플레이공학
- 항공전자

## 같이 보기
- 전기공학
- 컴퓨터 공학
- 데이터시트
- 아날로그 신호 처리
- 디지털 신호 처리 (DSP)
- IEEE
- 메카트로닉스